# Аверина, Мария Петровна
Мария Петровна Аве́рина (род. 4 октября 1993) — российская трековая велогонщица, выступающая за команду Marathon-Tula.

## Достижения

### Трек
2016
Чемпионат России
 1-я в многодневной гонке парами (с Дианой Климовой)
 2-я в командной гонке преследования 4000 м (с Александрой Чекиной, Анастасией Яковенко, Анастасией Чулковой и Дианой Климовой)
2017
Чемпионат России
 2-я в мэдисоне 120 кругов (с Галиной Стрельцовой)
 2-я в групповой гонке с выбыванием
2018
Чемпионат России
 2-я в скрэтче 
Кубок мира 2017/2018
Этап в Прушкове (Польша)
 1-я в скрэтче